# Gare de Carmaux
La gare de Carmaux est une gare ferroviaire française de la ligne de Castelnaudary à Rodez, située sur le territoire de la commune de Carmaux, dans le département du Tarn, en région Occitanie.
C'est une gare voyageurs de la Société nationale des chemins de fer français (SNCF), desservie par des Intercités de nuit menant à Paris-Austerlitz et des trains express régionaux du réseau TER Occitanie, circulant sur la liaison Toulouse – Albi – Rodez.

## Situation ferroviaire
Établie à 241 mètres d'altitude, la gare de Carmaux est située au point kilométrique 429,778 de la ligne de Castelnaudary à Rodez, entre les gares ouvertes d'Albi-Madeleine et de Tanus .
Ancienne gare de bifurcation, elle était également l'origine de la ligne de Carmaux à Vindrac fermée et déclassée depuis le 3 septembre 1953.

## Histoire
Une première gare fut construite dans les années 1850, à l'initiative de la famille de Solages (alors propriétaires des mines de Carmaux), afin de résoudre les problèmes liés au transport du charbon. Les Solages obtinrent la concession de la ligne Albi-Carmaux en 1854. Le 9 novembre 1857, la gare de Carmaux accueillit le premier train de marchandises en direction d'Albi. Elle attira également de nouvelles industries, comme la verrerie Sainte-Clotilde (1862), située non loin d'elle.
La gare de Carmaux fut détruite par un incendie, puis reconstruite entre 1902 et 1905 (bâtiment actuel). Elle est constituée d'une ossature métallique, avec des murs en briques ornés par des fleurs en faïence.
Cette gare accueillit fréquemment Jean Jaurès, de retour de l'Assemblée nationale.
Le 28 mai 1957, le Centre Autorails de Carmaux reçoit le 1er autorail de la série X 2800 de la SNCF, l'X 2801. Le Centre Autorails de Carmaux est fermé en 1958 et ses autorails sont alors transférés à Toulouse.

### Fréquentation
L'évolution de la fréquentation de la gare est présentée dans le tableau ci-dessous. En 2020, avec 62 788 voyageurs, la gare de Carmaux est la huitième gare la plus fréquentée du Tarn sur les 26 que compte le département.
| Année               | 2015    | 2017   | 2019   | 2020   | 2021   | 2022    | 2023    |
| ------------------- | ------- | ------ | ------ | ------ | ------ | ------- | ------- |
| Nombre de voyageurs | 100 213 | 96 438 | 84 973 | 62 788 | 87 641 | 118 263 | 140 409 |

### Accueil

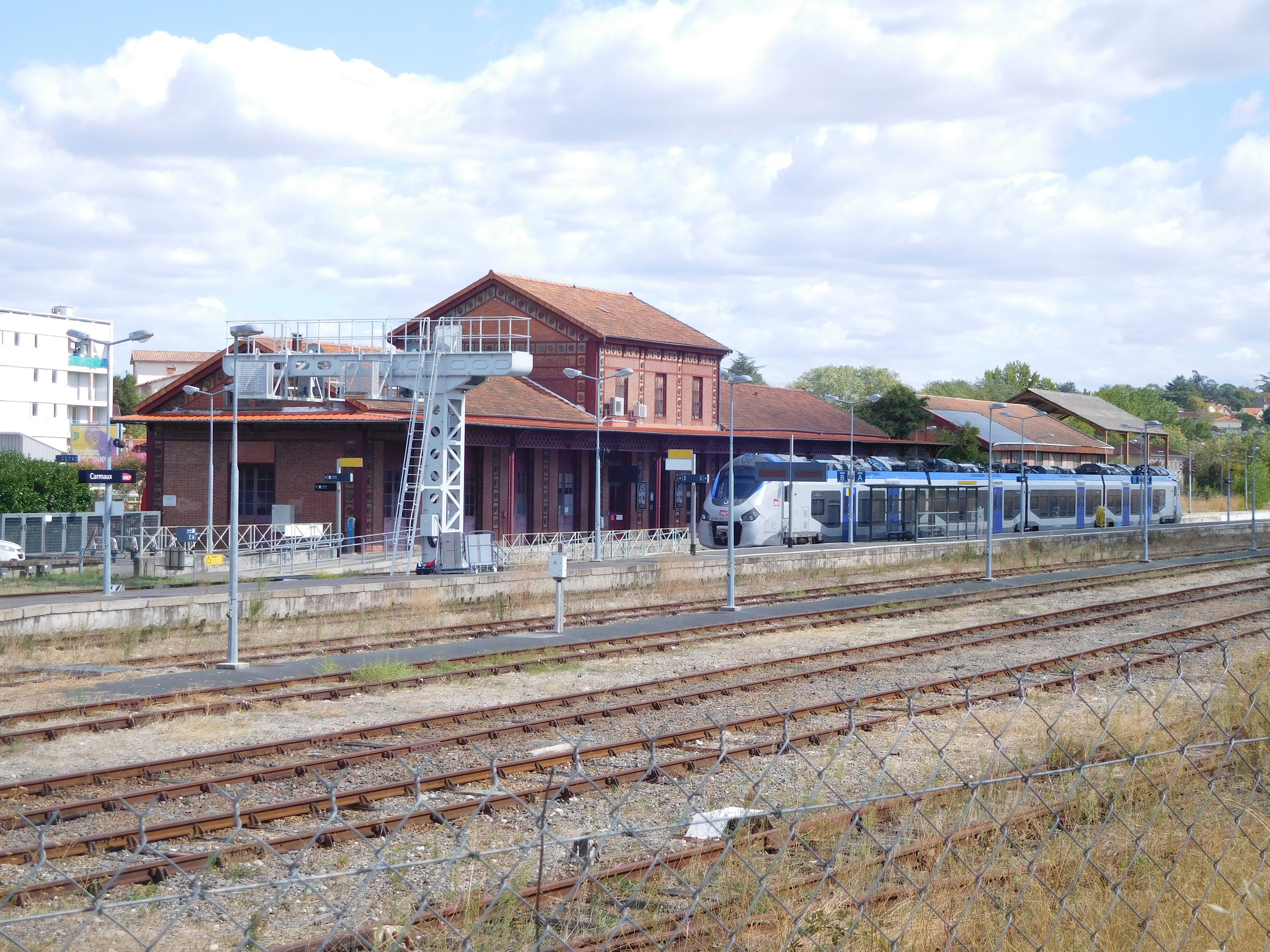
Vue générale de la gare.

## Service des voyageurs

### Desserte
La gare est desservie par des Intercités de nuit qui relient Paris-Austerlitz à Albi-Ville.
Carmaux est également desservie par des trains du réseau TER Occitanie qui relient Toulouse-Matabiau à Carmaux, terminus partiel de la ligne, certains trains étant prolongés jusqu'à Rodez. Le temps de trajet est d'environ 1 heure 15 à 1 heure 30 depuis Toulouse-Matabiau, et d'environ 1 heure depuis Rodez. En semaine, l'intervalle de passage entre deux trains dans chaque sens varie de 15 minutes à 2 heures. Néanmoins, la fréquence vers Rodez est plus faible, un peu moins de la moitié des trains n'étant pas prolongés jusqu'à la préfecture aveyronnaise.

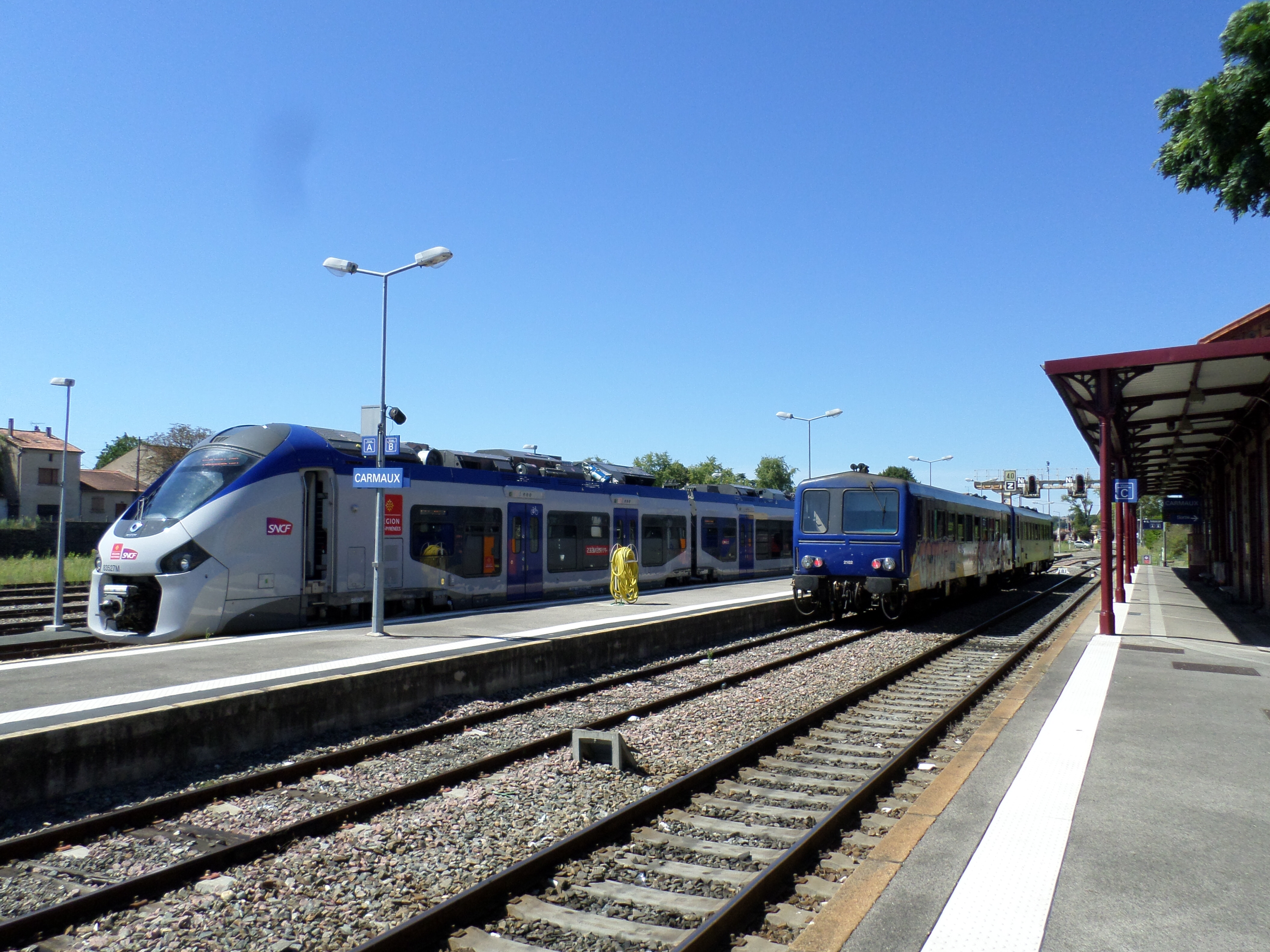
Régiolis B 83527 à gauche et X 2102 à droite à Carmaux le 26 août 2015.

### Intermodalité
La gare est desservie par les lignes 701 et 711 du réseau régional liO (ex-Tarn'bus).

## Service des marchandises
Cette gare est ouverte au service du fret (train massif seulement).